# Leptogaster linearis
Leptogaster linearis là một loài ruồi trong họ Asilidae. Leptogaster linearis được Becker miêu tả năm 1906. Loài này phân bố ở vùng Cổ Bắc giới.